# MPDZ
MPDZ‏ (Multiple PDZ domain crumbs cell polarity complex component) هوَ بروتين يُشَفر بواسطة جين MPDZ في الإنسان.

## التفاعل
لقد ثبت أن MPDZ يتفاعل مع:
- مستقبل 5-HT2C[2][3]
- كتلة التمايز 117[4]
- PLEKHA1[5]